# 키아소
키아소(Chiasso, [ˈkjasso] ; Lombard : Ciass [ˈtʃas]) 스위스 티치노주의 멘드리시오구에 있는 자치체이다.
스위스 지자체의 최남단에 위치한 키아소는 폰테 키아소(이탈리아 코모의 프라치오네) 앞에서 이탈리아와 국경을 접하고 있다. 키아소의 시정촌에는 보팔로라, 페드리나테 및 세세글리오의 마을이 포함된다.
2007년에 키아소, 바칼로 및 모르비오 인페리오레의 세 시장은 하나의 코뮌으로 통합하기로 결정했다. 9.2k㎡의 영토에 약 15,300명의 인구를 가진 새로운 통합 코뮌은 2007년 11월에 인구에 의해 거부되었다.

## 역사
키아소는 1140년에 Claso로 처음 언급되었다.

### 키아소와 보팔로라

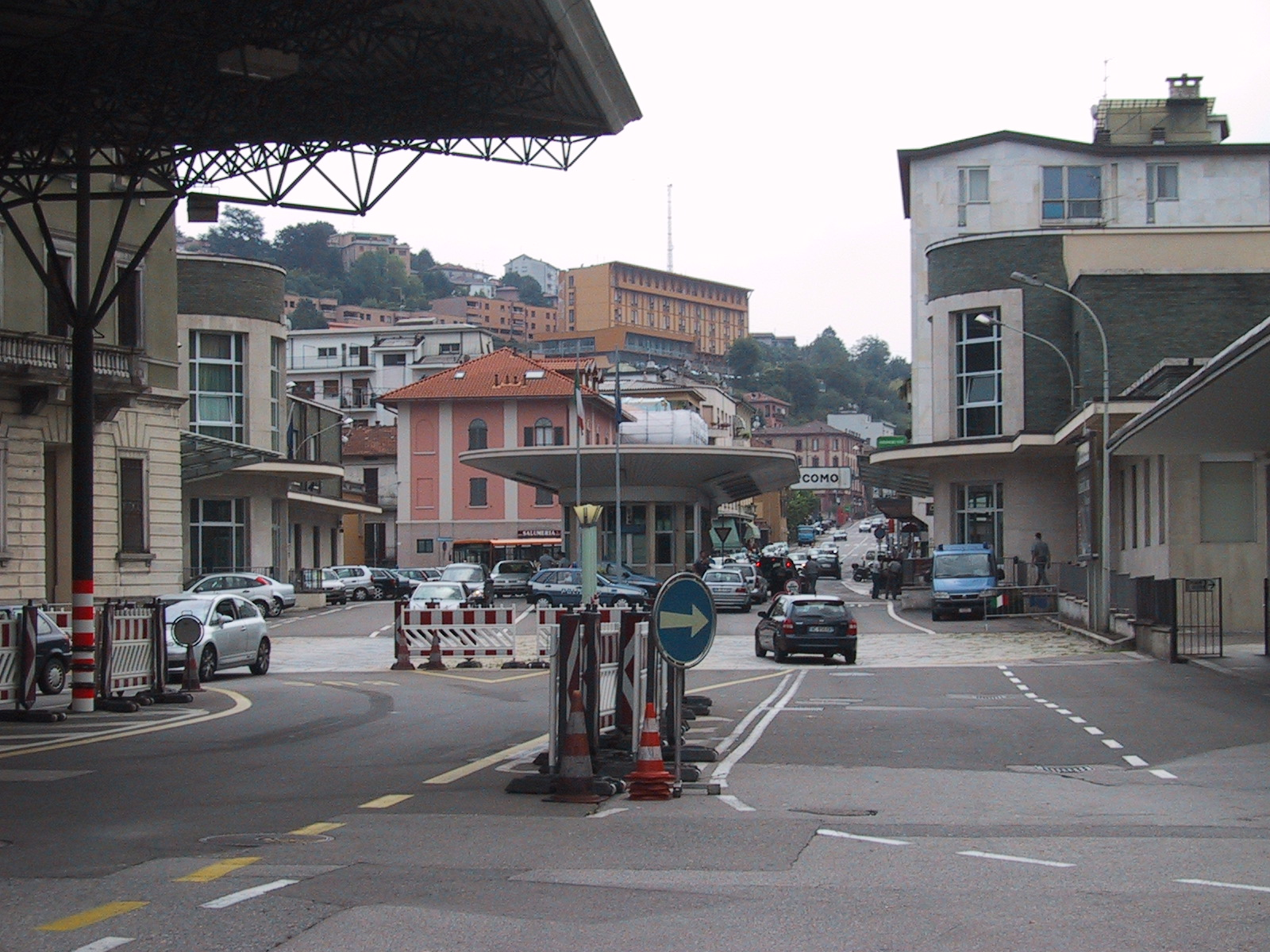
키아소에서 이탈리아로 향하는 세관: 스위스는 전경 회색 지대의 끝에서 끝난다.

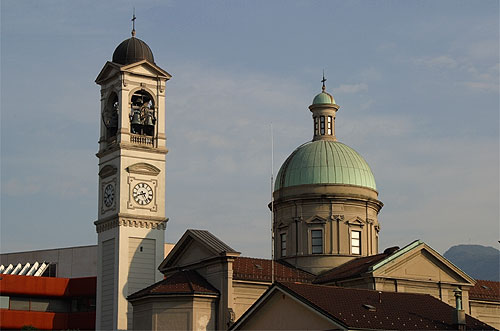
치아소의 산 비탈레 교회

역사적으로 키아소와 보팔로라는 별개의 두 농촌 마을이었다. 근처에 이탈리아 국경과 세관이 있기 때문에, 그리고 나중에 고트하르트 터널에 대한 접근 경로의 일부로 두 마을이 합쳐져 성장했다.
키아소의 역사와 발전은 독특한 위치에 의해 크게 영향을 받았다. 초기 역사 동안 성은 코모 시의 확장된 요새의 일부로 키아소에 지어졌다. 요새 위치는 1416년까지 코모 교외였으며, 그때 발레르나 피에베에 통합되어 루스카 가문에게 관리하도록 주어졌다. 마을 중심에 있는 집들은 알브리치 가문이 소유했으며, 제국의 특권을 받았다. 키아소는 1552년 이전 언젠가 독립된 공동체가 되었다. 현대 문서에서는 통과 지점으로서의 기능을 언급하는 클라시오 타버나룸(Clasio tabernarum, 키아소의 선술집)으로 언급된다.
보팔로라는 1536년에 시정촌으로 언급되었으며, 17세기 후반까지 독립을 유지했다. 그들은 1657년이나 1677년에 단일 교구가 되었다.
키아소의 교회는 16세기에 철수한 코모에 있는 제지오(Zezio)의 피에베(Pieve)에 속했다. 1888년에 보팔로라는 본당에서 분리되었다. 1928년에 수석사제의 지위가 되었다. 산 비탈레(San Vitale) 교회는 1227년에 처음 언급되었으며 1934년에 재건되었다.
15세기에 키아소는 말 시장으로 유명했다. 그러나 시장은 스위스 연방의 침공과 1510년 캉브레 동맹 전쟁에서 키아소를 통한 행군 이후에 끝났다. 16세기 후반에 키아소는 멘드리지오토 계곡의 다른 지자체에 비해 인구가 적었다. 마을은 농업과 제지소에서 벌어들인 수입과 함께 접경마을(창고와 여관 제공)의 역할을 통해 살아남았다. 19세기에는 담배와 비단 공장이 도시로 이전했다.
키아소에서 철도 건설과 관세 수입은 경제와 인구 통계학적 회복을 가져왔다. 1874년에 루가노 -키아소 철도가 개통되었고, 1876년에는 코모까지 철도가 개통되었다.
1910년에 멘드리지오 전기 트램웨이가 개통되어 리바 산 비탈레(Riva San Vitale)의 북부 터미널과 카폴라고(Capolago), 멘드리지오(Mendrisio), 발레르나(Balerna) 및 키아소를 연결했다. 키아소의 노선 구간은 1950년에 폐쇄되었고 버스 서비스로 대체되었다.
현대에서도 도시의 많은 부분이 키아소의 국제 기차역과 관련 세관에 사용된다. (일부 국경 통제 책임은 이탈리아의 코모로 옮겨졌지만). 또한 도로와 고속도로(상업용과 비상업용 차량 모두)를 통과하는 차량에 대한 상당한 규모의 세관 구역이 있다.
키아소는 또한 많은 세관 관련 서비스를 제공한다. 이 도시의 상당한 수입원은 스위스에서 특정 상품, 특히 담배와 휘발유를 보다 저렴하게 구매하기 위해 국경을 넘는 이탈리아인에게서 나온다. 또한 스위스 은행 시스템 내에서 돈을 보관하고자 하는 이탈리아 고객을 위한 은행 센터 역할도 한다.
1950년부터 키아소는 멘드리지오 지역의 중요한 금융 중심지이자 경제 중심지가 되었으며, 그 결과 급격한 인구 증가가 발생했다. 그러나 1980년대 이후 인구와 일자리, 특히 서비스 부문의 일자리가 이웃 지역사회로 이동했다.

### 보행자 구역
2001년에서 2005년 사이에 세관에서 시정촌 건물에 이르기까지 새로운 보행자 구역이 만들어졌다. 이 구역의 확장은 지방 행정부의 의제에 포함되었지만, 이 문제에 대한 국민 투표는 2006년 9월 24일에 예정되어 있다.

### 페드리나테
페드리나테는 1291년 Pedrenate로 처음 언급되었지만, 마을 교회 근처의 로마 유적은 훨씬 더 긴 역사를 나타낸다. 1335년에 세세글리오의 마을 협동조합의 일부로 언급되었다. S. Stefano 마을 교회는 1545년에 처음 언급되었으며 17세기까지 발레르나 교구의 일부였다.

### 세세글리고
페드리나테 지자체는 세세글리오와 함께 1975년에 키아소 지자체에 통합되었다. 펜즈 언덕의 키아소 위에 있다. 페드리나테는 스위스의 최남단 마을이다. 페드리나테 주변에는 포도밭이 몇 군데 있다.
세세글리오는 키아소 자치제의 북쪽 경계에 있다.

## 지리

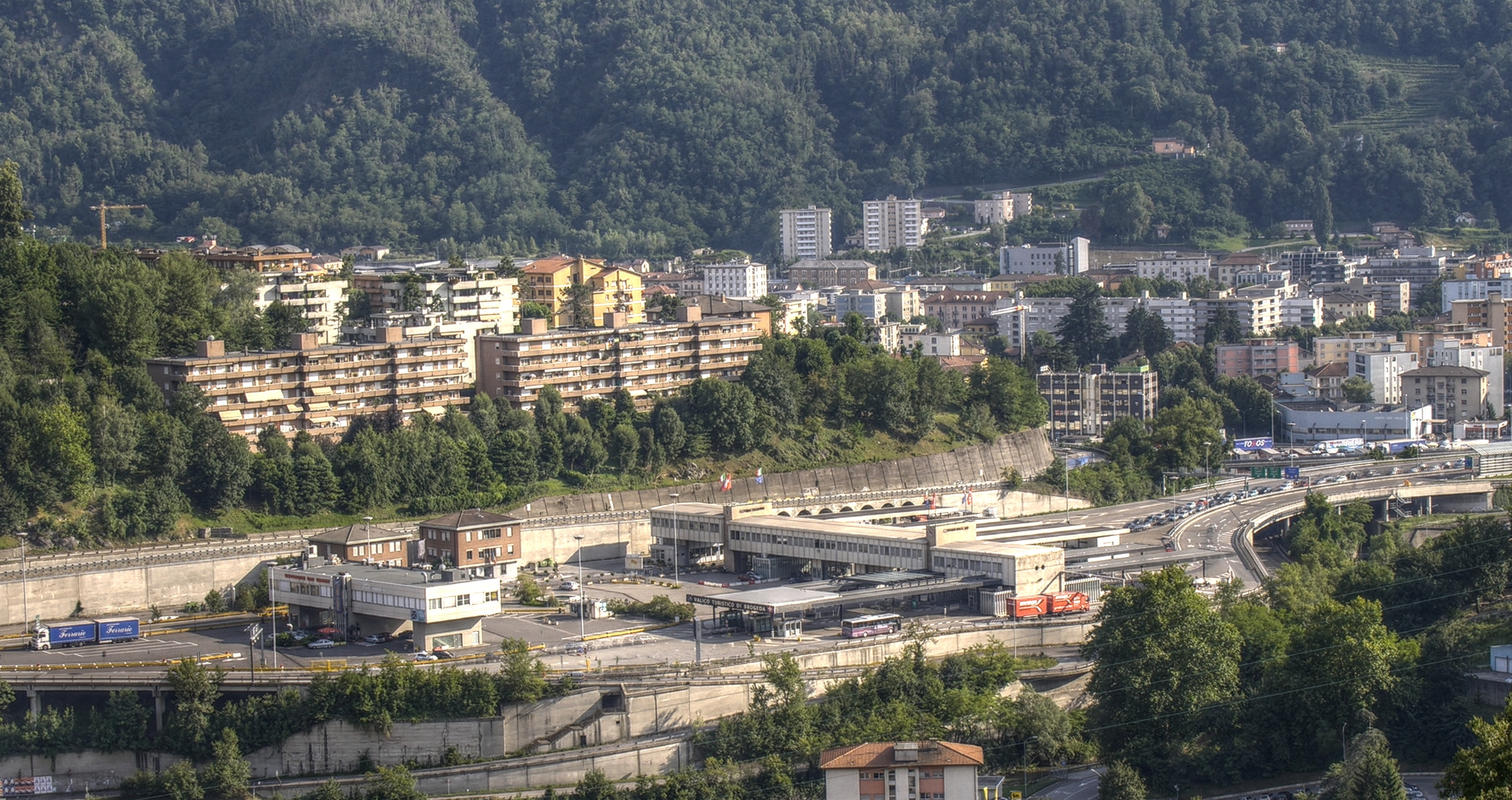
국경과 키아소 주변

키아소의 면적은 1997년 기준으로 5.33k㎡이다. 이 지역 중 1.63k㎡ (30.6%)가 농업 목적으로 사용되는 반면 2.65k㎡ (49.7%)는 산림이다. 나머지 토지 중 1.94k㎡ (36.4%)가 정착(건물 또는 도로), 0.02k㎡ (0.4%)가 강 또는 호수이고 0.04k㎡ (0.8%)는 불모지이다.
건축면적 중 공업용 건물이 전체 면적의 1.7%, 주택과 건물이 18.4%, 교통 기반 시설이 14.4%를 차지했다. 공원, 녹지대, 운동장이 1.7%를 차지했다. 숲이 우거진 토지 중 전체 토지의 47.5%는 숲이 우거져 있고 2.3%는 과수원이나 작은 나무 군락으로 덮여 있다. 농경지 중 7.9%는 작물 재배에 사용되며 4.3%는 과수원이나 덩굴 작물에, 18.4%는 고산 목초지에 사용된다. 시정촌의 모든 물은 흐르는 물이다.
시정촌은 이탈리아 국경의 멘드리시오 지구에 있다. 페드리나테는 1976년 키아소에 합병된 이래로 스위스에서 가장 남쪽에 있는 지자체였다.

## 인구통계

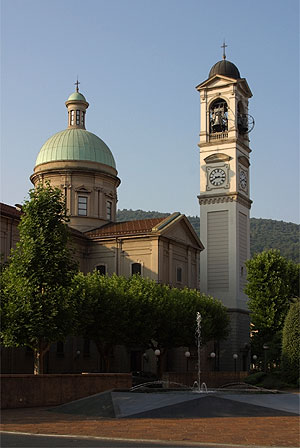
산 비탈레 교회

2020년 12월 기준 키아소의 인구는 7,581명이다. 2008년 기준으로 인구의 36.4%가 거주 외국인이다. 1997년부터 2007년까지 지난 10년 동안 인구는 -2.8%의 비율로 변화했다.
2000년 기준 대부분의 인구는 이탈리아어 (91.3%)를 사용하며, 독일어가 두 번째로 많이 사용(2.5%)되고 알바니아어가 세 번째(1.2%)로 사용된다. 2000년 기준 스위스 공용어 중 독일어 196 명, 프랑스어 71명, 이탈리아어 7,048명, 로만슈어 4명을 사용한다. 나머지(401명)는 다른 언어를 사용한다.
2008년 기준으로 인구의 성별 분포는 남성 47.0%, 여성 53.0%이다. 인구는 2,226명의 스위스 남성(인구의 28.7%)과 1,420명(18.3%)의 비스위스계 남성으로 구성되었다. 스위스 여성은 2,774명(35.7%), 비스위스계 여성은 1,343명(17.3%)이었다.
2008년에는 스위스 시민이 42명, 비스위스계 시민이 26명이었고, 같은 기간에 스위스 시민이 63명, 비 스위스 시민이 27명이었다. 이민과 이주를 무시하면 스위스 시민의 인구는 21명 감소했고, 외국인 인구는 1명 감소했다. 스위스로 재이민 온 스위스 남자 1명과 스위스에서 이민 온 스위스 여자 3명이 있었다. 동시에 다른 나라에서 스위스로 이주한 104명의 비스위스계 남성과 94명의 비스위스계 여성이 있었다. 2008년 전체 스위스 인구 변화(시 경계를 넘는 이동을 포함한 모든 출처에서)는 47명이 감소했고, 비스위스계 인구 변화는 108명이 증가했다. 이는 0.8%의 인구 증가율을 나타낸다.
2009년 현재 키아소의 연령 분포는 다음과 같다. 567명(인구의 7.3%)이 0~9세이고 586명(7.5%)이 10~19세이다. 성인 인구 중 790명(인구의 10.2%)이 20~29세이다. 1,118명 또는 14.4%는 30세에서 39세 사이, 1,215명 또는 15.7%는 40세에서 49세 사이, 1,008명 또는 13.0%는 50세에서 59세 사이이다. 고령자 분포는 996명 또는 인구의 12.8%가 6세 사이이다. 그리고 69세는 841명(70~79세는 10.8%), 80세 이상은 642명(8.3%)이다.
2000년 기준으로 시정촌의 개인가구는 3,774가구이며, 가구당 평균 2. 명이다. 2000년에는 총 940채의 주거용 건물 중 313채(전체의 33.3%)가 단독주택이었다. 다가구는 336채(35.7%), 주로 주거용으로 사용되는 다목적 건물은 193채(20.5%), 기타 용도(상업·공업)가 98채(10.4%)였다. 단독주택 중 11채는 1919년 이전에, 38채는 1990년에서 2000년 사이에 지어졌다. 1919년에서 1945년 사이에 가장 많은 단독주택(111채)이 건설되었다.
2000년에는 4,498채의 아파트가 시정촌에 있었다. 가장 일반적인 아파트 크기는 3개의 방이었으며, 그중 1,692개가 있었다. 1인실 아파트가 316채, 5실 이상 아파트가 493채였다. 이 중 상가주택은 총 3,763세대(전체의 83.7%), 비수기형은 181세대(4.0%), 공실은 554세대(12.3%)였다. 2008년 시정촌 공실률은 3.5%였다. 2007년 기준 신규주택 건설률은 인구 1000명당 2.4세대이다.
2003년 현재 키아소의 평균 아파트 임대료는 월 873.89 스위스 프랑 (CHF)이었다(2003년부터 US$700, £390, €560 약 환율). 방 1개짜리 아파트의 평균 가격은 491.07 CHF(US$390, £220, €310)였고, 방 2개짜리 아파트는 약 646.96 CHF(US$520, £290, €410)였고, 방 3개짜리 아파트는 약 806.94 CHF(US$650, £360, €520) 및 6개 이상의 방 아파트 비용은 평균 1544.67 CHF(US$1240, £700, €990)이다. 키아소의 평균 아파트 가격은 전국 평균 1116CHF의 78.3%였다.

### 종교
2000년 인구 조사에서 6,235명(80.8%)이 로마 가톨릭 신자이고, 230%(3.0%)가 스위스 개혁 교회에 속해 있다. 다른 교회(인구 조사에 등재되지 않음)에 속해 있는 개인은 754명(인구의 약 9.77%)이고, 질문에 응답하지 않은 개인은 501명(인구의 약 6.49%)이다.

### 과거 인구 자료
역사적 인구는 다음 차트에 나와 있다.

## 경제
2007년 현재 키아소의 실업률은 7.01%이다. 2005년 현재 1차 경제 부문에 42명이 고용되어 있고, 이 부문에 약 19개 기업이 참여하고 있다. 880명이 2차 부문에 고용되었고, 이 부문에 69개의 기업이 있었다. 5,549명이 3차 부문에 고용되었으며, 이 부문에는 779개의 기업이 있다. 시정촌 주민은 3,410명으로 일정 정도 고용되었으며, 그중 여성이 전체 노동력의 42.3%를 차지하였다.
2008년에 정규직에 해당하는 총 일자리 수는 6,265개였다. 1차 부문의 일자리 수는 15개였으며 모두 농업에 있었다. 2차 부문의 일자리 수는 931개로 이 중 제조업이 402개(43.2%), 건설업이 473개(50.8%)였다. 3차 부문의 일자리는 5,319개였다. 3차 부문에서; 810(15.2%) 도소매 또는 자동차 수리업, 1,550개(1,550(29.1%) 상품 이동 및 보관), 208개(3.9%) 호텔 또는 레스토랑, 84개(1.6%) 정보 산업, 706개(13.3%)가 보험 또는 금융 산업, 684개(12.9%)가 기술 전문가 또는 과학자, 132개(2.5%)가 교육, 365개(6.9%)가 의료 분야였다.
2000년 기준 자치단체로 통근하는 근로자는 6,532명, 출퇴근자는 1,667명이었다. 지자체는 근로자의 순수입 지자체이며, 1명이 전출될 때마다 약 3.9명의 근로자가 지자체에 전입된다. 키아소에 들어오는 노동력의 약 21.4%는 스위스 외부에서 오고, 현지인의 4.0%는 일을 위해 스위스에서 출퇴근한다. 근로인구의 9.9%는 대중교통을 이용하여 출퇴근하고, 47.8%는 자가용을 이용하였다.
2009년 현재 키아소에는 총 128개의 객실과 281개의 침대가 있는 4개의 호텔이 있다.
키아소에 기반을 둔 회사에는 라스트미닛닷컴(Lastminute.com) 그룹이 포함된다.

## 교육

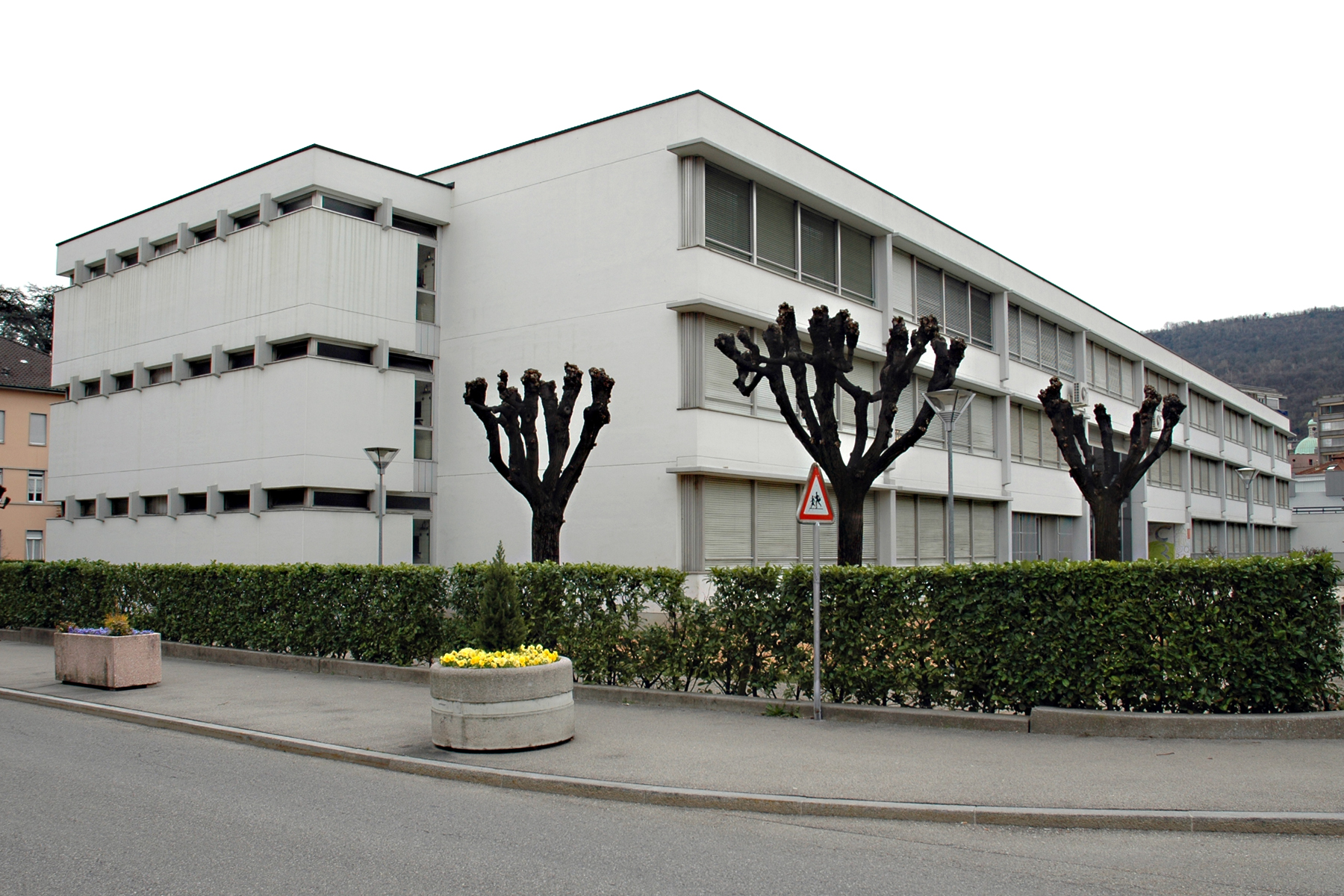
키아소의 초등학교

전체 스위스 인구는 일반적으로 교육 수준이 높다. 키아소에서는 인구의 약 58.1%(25-64세)가 비필수 고등교육 또는 추가 고등교육(대학 또는 응용학문대학)을 완료했다.
2009년을 기준으로 키아소에는 총 999명의 학생이 있었다. 티치노주의 교육 시스템은 최대 3년의 비필수 유치원을 제공하며 키아소에는 173명의 어린이가 유치원에 다녔다. 초등학교 프로그램은 5년 동안 지속되며 표준 학교와 특수학교가 모두 포함된다. 시정촌에서는 300명의 학생이 일반 초등학교에 다녔고 20명의 학생이 특수학교에 다녔다. 중학교 시스템에서 학생들은 2년 중학교에 다니고 2년 예비 견습과정을 거치거나 고등교육을 준비하기 위해 4년 프로그램에 참석한다. 중학교 2년제 249명, 예비실습 10명, 4년제 심화과정 78명이었다.
상위 중등 학교에는 여러 옵션이 있지만, 상위 중등 프로그램이 끝나면 학생은 직업을 찾거나 대학에 진학할 준비가 된다. 티치노에서 직업 학생은 인턴십 또는 견습 과정(3년 또는 4년 소요)을 진행하는 동안 학교에 다니거나 인턴십 또는 견습 기간(풀타임 학생으로 1년 또는 1년 반이 소요됨)을 거쳐 학교에 다닐 수 있다. 파트 타임 학생으로 2년).전일제 학생은 57명, 파트타임 학생은 98명이었다.
전문 프로그램은 3년 동안 지속되며 엔지니어링, 간호, 컴퓨터 공학, 비즈니스, 관광 및 이와 유사한 분야의 직업을 갖도록 학생을 준비시킨다. 전문 프로그램에는 14명의 학생이 있었다.
2000년 현재 키아소에는 다른 시정촌에서 온 학생이 265명, 시외 학교에 다니는 거주자는 318명이다.

## 교통

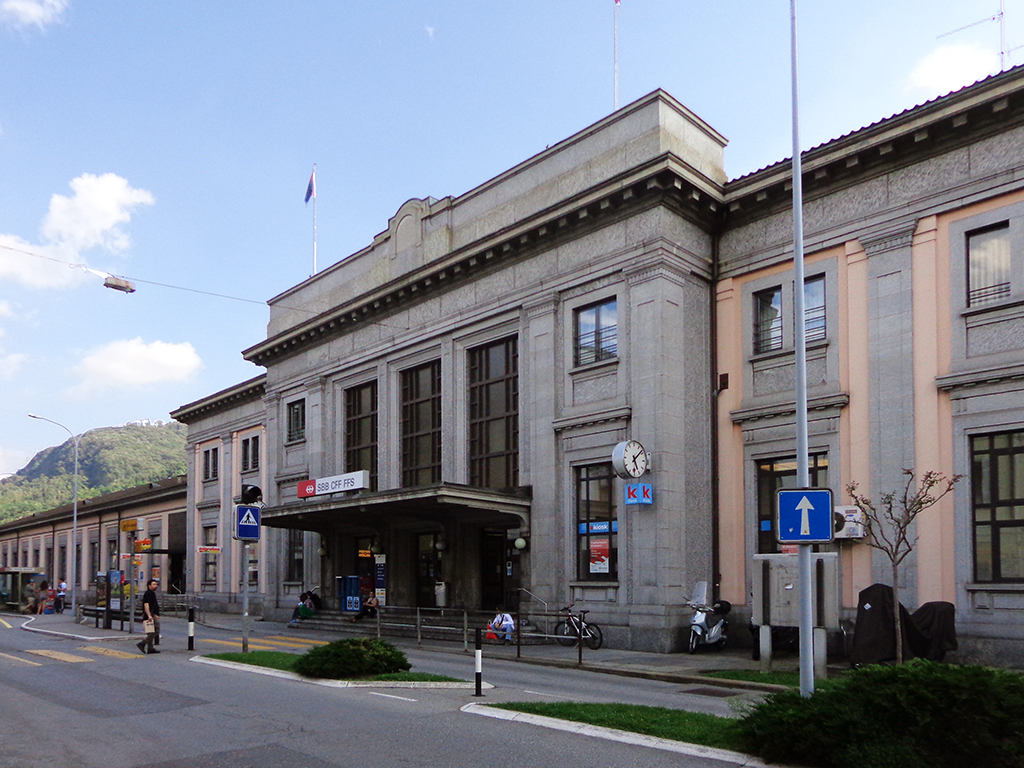
키아소역

### 고속도로
키아소의 부는 대부분 A2 고속도로의 위치와 관련이 있다. 남부 알프스와 이탈리아와 스위스 북부 및 독일을 연결하는 고트하르트 터널로 가는 가는 주요 루트이기 때문이다.
A2 스위스 고속도로는 키아소에서 시작된다. 차량에 밀수품이 있는지 검사하는 국경 주변의 고속도로에서는 긴 교통 행렬이 자주 발생한다.

### 철도
키아소역은 스위스와 이탈리아의 국경에 자리잡고 있다. 이 역은 고트하르트 철도의 밀라노-키아소선의 남쪽 종점이다. (레테 페로비아리아 이탈리아나가 소유하고 트레니탈리아가 운영) 이 역은 국경에서 고작 몇 미터 거리에 위치하고 있으며, 심지어 1번 승강장의 동쪽 구역은 이탈리아 영토에 있다. 몬테 올림피노를 통과하는 2개의 철도 터널로 이탈리아 도시 코모와 분리되어 있다.

## 스포츠
- 축구: FC 키아소
- 시립경기장
- 아이스하키: HC 키아소

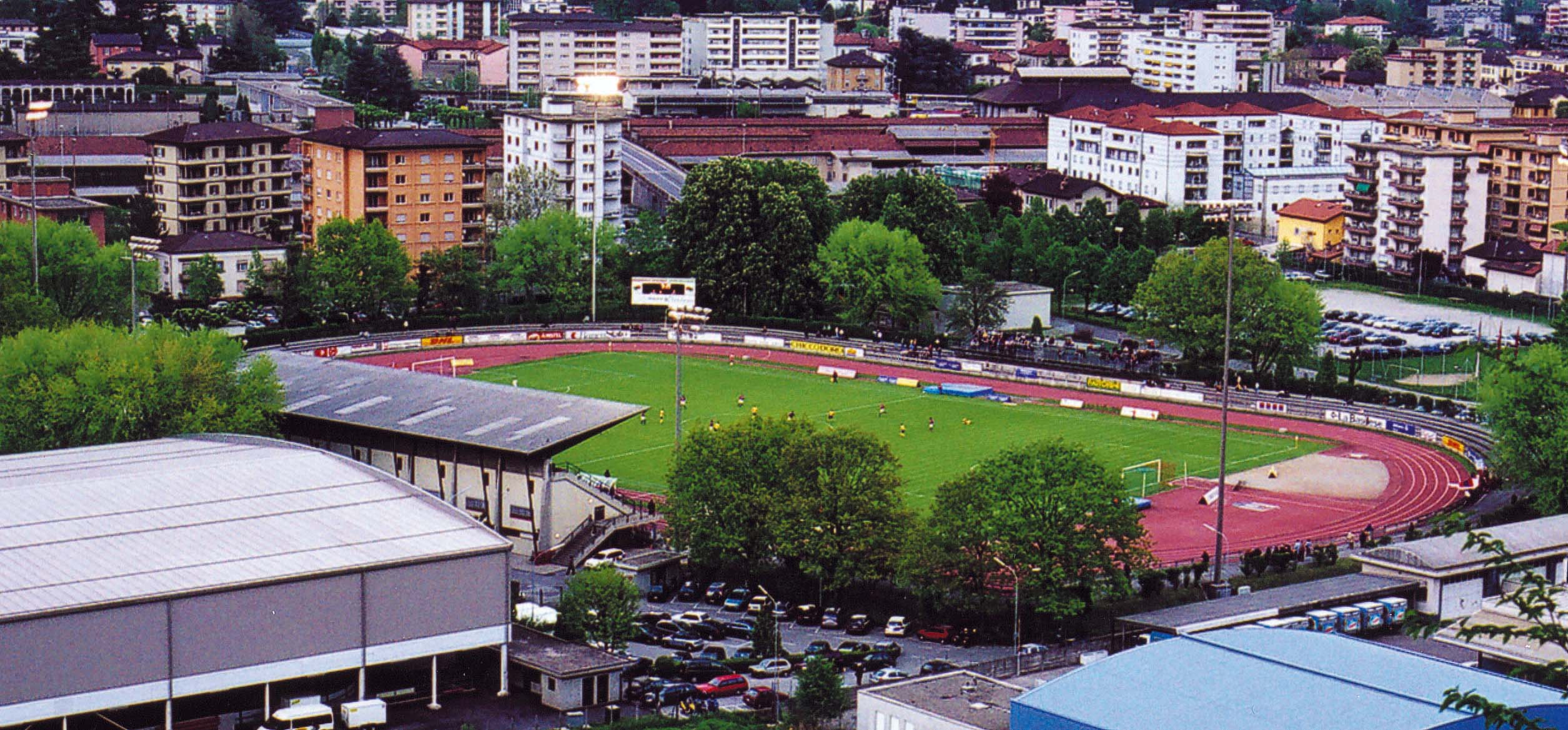
키아소의 경기장

- 도로 자전거 경주: 키아소 그랑프리 (UCI 유럽 투어)